# Béatrice Saubin
Béatrice Saubin est une Française née en 1959 et morte en 2007, connue pour avoir été la première étrangère condamnée à la  peine de mort en Malaisie et ce moins d’un an après l’abolition de celle-ci en France. Elle écope de l’emprisonnement à perpétuité en appel, et sera finalement libérée après dix ans d’enfermement.
Elle est également l’autrice de deux autobiographies à succès : L’Épreuve et Quand la porte s’ouvre.

## Biographie
Béatrice Saubin nait le 7 septembre 1959 à Romilly-sur-Seine, dans l’Aube, en France.

### Arrestation et condamnation
Le 27 janvier 1980, alors qu’elle se trouve à l’aéroport de Penang pour rejoindre la France, les douaniers trouvent 534 grammes d’héroïne dans un double-fond de sa valise. Elle assure qu’elle n’avait pas connaissance de ce double-fond et que c’est son concubin chinois qui lui a fourni la valise. Sa version n’est pas retenue et elle est condamnée à la pendaison le 16 juin 1982.

### Appel
Soutenue en France par de nombreuses personnalités, elle se pourvoit en appel où la peine d’emprisonnement à perpétuité est prononcée. Grâce aux remises de peine, elle sort huit ans plus tard.

### Retour en France
De retour en France, libre, Béatrice Saubin publie successivement trois livres : L’Épreuve : condamnée à mort à vingt ans en Malaisie en 1991, La Corde au cœur en 2002 et Quand la porte s’ouvre en 2004.
Cependant, souffrant de la mort de ses proches, elle devient anorexique et meurt d’une insuffisance cardiovasculaire le 2 novembre 2007.

## Œuvre
- Béatrice Saubin, L’Épreuve : Condamnée à mort à vingt ans en Malaisie, Paris, Éditions Robert Laffont, 1991, 318 p., 18 cm (ISBN 978-2-266-05223-8) [traduit en Néerlandais en 1992]
- Béatrice Saubin, La Corde au cœur, Paris, J.-C. Lattès, 2002, 199 p. (ISBN 2-7096-2332-3 et 978-2-7096-2332-2, OCLC 319915943).
- Béatrice Saubin, Quand la porte s’ouvre, Paris, Éditions Robert Laffont, 2004, 262 p. (ISBN 978-2-221-07473-2).